# Річкове круїзне судно проєкту Q-031
«Волга» (проєкт Q-031) (укр. Волга) — серія річкових трипалубних пасажирських теплоходів, призначених для роботи на туристичних і транспортних лініях. Будувалися в Австрії на верфях Österreichische Schiffswerften AG в місті Корнойбург в 1970 року. Всього було побудовано 2 судна проєкту Q-031. 

## Умови розміщення пасажирів
Спочатку судна цього проєкту мали двох-, тримісні каюти, ресторан, бар, два салони і сауну. 

## Поширення
Теплоходи типу «Волга» використовувалися на Дунаї від Ізмаїла до Пассау. 
Спочатку судна проєкту надходили в Радянське Дунайське державне пароплавство,  у пострадянський час в Українське Дунайське пароплавство.

## Теплоходи проєкту Q-031
У списку наводиться первісна назва теплохода, його перейменування зазначено в дужках в хронологічному порядку:
Теплоходи проєкту Q-031 :
- Волга
- Днепр (Дніпро)

## Огляд
| Місяць і рік будівництва      | Заводський номер | Фото | Назва  | Капітан | Оператор | Прапор | Маршрути          | Перейменування, статус                   |
| Суда типу Волга /проєкт Q-031 |                  |      |        |         |          |        |                   |                                          |
| 1970                          | K687             |      | Волга  |         | УДП      | →      | → Ізмаїл - Пассау | РСУ 2-601784; ENI 42000003               |
| 1970                          | K688             |      | Дніпро |         | УДП      | →      | → Ізмаїл - Пассау | *ранее Днепр; РСУ 2-601783; ENI 42000004 |